# James Parks
James Jean Parks (ur. 16 listopada 1968 w Ventura) – amerykański aktor. 

## Życiorys
Urodził się w Ventura w Kalifornii jako syn aktora Michaela Parksa. Współpracował z wybitnymi niezależnymi reżyserami filmowymi – Quentinem Tarantino, Johnem Saylesem, Robertem Rodriguezem, Kevinem Smithem i Davidem Lynchem. Swoją karierę rozpoczął od klasycznego treningu i pracy w teatrze szekspirowskim. Debiutował na małym ekranie w roli Willa Sharkeya w telewizyjnym dramacie telewizyjnym MTE (MCA Television Entertainment) Ślepa zemsta (Blind Vengeance, 1990) z Geraldem McRaneyem. W serialu AMC Syn (The Son, 2017–2019) z udziałem Pierce’a Brosnana wystąpił jako rasista Niles Gilbert, właściciel baru, dumny członek Ligi Prawa i Porządku, która ostatecznie zamienia się w Ku Klux Klan.

## Filmografia

### Filmy kinowe
- 1992: Twin Peaks: Ogniu krocz ze mną (Twin Peaks: Fire Walk with Me) jako mechanik
- 1999: Od zmierzchu do świtu 2 (From Dusk Till Dawn 2: Texas Blood Money) jako zastępca McGraw
- 2000: Gorzki upadek ($pent) jako Grant
- 2002: Bestia z mokradeł (Crocodile 2: Death Swamp) jako Squid
- 2003: Kill Bill (Kill Bill: Vol. 1) jako Edgar McGraw
- 2005: Daltry Calhoun jako
- 2006: Ciemnia (The Darkroom) jako Arlo
- 2007: Grindhouse Vol. 1: Death Proof (Death Proof) jako Edgar McGraw
- 2011: Czerwony stan (Red State) jako Mordechai
- 2012: Django jako tropiciel
- 2015: Nienawistna ósemka jako O.B. Jackson

### Filmy TV
- 1990: Ślepa zemsta (Blind Vengeance) jako Will Sharkey
- 1991: Line of Fire: The Morris Dees Story jako Tiger Knowles
- 1991: Conagher jako Curly
- 1996: Przybysze: Wróg pośród nas (Alien Nation: The Enemy Within) jako ścigający 2
- 1996: Apollo 11 jako mężczyzna w barze
- 1997: Śmiałkowie (Rough Riders) jako William Tiffany
- 1997: Dom Frankensteina (House of Frankenstein) jako Quinn
- 1999: Wiesz kim jestem (You Know My Name) jako Alibi Joe
- 2005: Dom śmierci II: Śmiertelny cel (House of the Dead 2 ) jako porucznik Bart
- 2006: Osiem dramatycznych dni (Eight Days to Live) jako Anderson

### Seriale TV
- 1995: Gwiezdna eskadra (Space: Above and Beyond) jako Shankowicz
- 1996: Babilon 5 (Babylon 5) jako Drakhen
- 1996: Strażnik (The Sentinel) jako Tommy Juno
- 1996: Star Trek: Voyager jako Vel
- 1997: Brooklyn South jako Kevin O’Donnell
- 1997: Portret zabójcy (Profiler)
- 1998: Buffy: Postrach wampirów (Buffy the Vampire Slayer) jako Tector Gorch
- 1998: Portret zabójcy (Profiler) jako A.J. Tibbet
- 1998: JAG (JAG) jako 'Slider' Morrison
- 1999: Strażnik Teksasu (Walker, Texas Ranger) jako Zack Crowder
- 1999: Krucjata (Crusade) jako Duncan
- 2000: Nash Bridges jako Butch
- 2001: Bez pardonu (The District) jako oficer Lea
- 2002: Z Archiwum X (The X Files) jako agent Terry Sullivan
- 2003: Gwiezdne wrota (Stargate SG-1) jako Pharrin
- 2003: Star Trek: Enterprise (Enterprise) jako zastępca Bennings
- 2004: Deadwood jako Clell Watson
- 2005: Wzór (Numb3rs) jako Fitchman
- 2005: Threshold – strategia przetrwania (Threshold) jako Jake Greene
- 2006: CSI: Kryminalne zagadki Las Vegas (CSI: Crime Scene Investigation) jako Jonathan Wax
- 2006: Kości (Bones) jako szeryf Dawes
- 2007: Jerycho (Jericho) jako agent Hicks
- 2007: 24 godziny (24) jako sierżant
- 2008: Czysta krew (True Blood) jako Mack Rattray
- 2008: Agenci NCIS (Navy NCIS: Naval Criminal Investigative Service) jako Ryan Sikes